# Condado de Haakon
El condado de Haakon (en inglés: Haakon County, South Dakota), fundado en 1914,  es uno de los 66 condados en el estado estadounidense de Dakota del Sur. En el 2000 el condado tenía una población de 2196 habitantes en una densidad poblacional de <1 personas por km². La sede del condado es Philip.

## Geografía
Según la Oficina del Censo, el condado tiene un área total de 4732 km² (1827,0 mi²), de la cual 4696 km² (1813,1 mi²) es tierra y 37 km² (14,3 mi²) es agua.

### Condados adyacentes
- Condado de Ziebach - norte
- Condado de Stanley - este
- Condado de Jones - sureste
- Condado de Jackson - sur
- Condado de Pennington - oeste

## Demografía
En el 2000 la renta per cápita promedia del condado era de $29 894, y el ingreso promedio para una familia era de $35 958. El ingreso per cápita para el condado era de $16 780. En 2000 los hombres tenían un ingreso per cápita de $25 098 versus $18 913 para las mujeres. Alrededor del 13.90% de la población estaba bajo el umbral de pobreza nacional.
| 1920 | 1930 | 1940 | 1950 | 1960 | 1970 | 1980 | 1990 | 2000 | Est. 2008 |
| ---- | ---- | ---- | ---- | ---- | ---- | ---- | ---- | ---- | --------- |
| 4596 | 4679 | 3515 | 3168 | 3303 | 2802 | 2794 | 2624 | 2196 | 1819      |

## Ciudades y pueblos
- Midland
- Milesville
- Philip

- East Haakon
- West Haakon

## Mayores autopistas
- Carretera de U.S. 14
- Carretera Dakota del Sur 34
- Carretera Dakota del Sur 63
- Carretera Dakota del Sur 73